# Liste der Stolpersteine in Bad Homburg vor der Höhe
In der Liste der Stolpersteine in Bad Homburg werden die vorhandenen Gedenksteine aufgeführt, die im Rahmen des Projektes Stolpersteine des Künstlers Gunter Demnig bisher in Bad Homburg v. d. Höhe verlegt worden sind. Bis zum 10. Februar 2025 waren 82 Stolpersteine verlegt.

## Verlegte Stolpersteine
| Adresse                                    | Name                    | Inschrift | Verlegedatum     | Bild | Anmerkung |
| ------------------------------------------ | ----------------------- | --- | ---------------- | --- | --------- |
| Kaiser-Friedrich-Promenade 9–11 (Standort) | Salomon Kottek          | Hier wohnte Dr. Salomon Kottek Jg. 1894 Flucht 1935 Holland Interniert Westerbork 1944 Bergen-Belsen Verlorener Zug Tröbitz befreit Tot 30.5.1945                     | 18. Mai 2016     | |           |
| Kaiser-Friedrich-Promenade 9–11 (Standort) | Anneliese Kottek        | Hier wohnte Anneliese Kottek Geb. Loeb Jg. 1909 Flucht 1935 Holland Interniert Westerbork 1944 Bergen-Belsen Verlorener Zug Tröbitz befreit Tot 27.4.1945             | 18. Mai 2016     | |           |
| Kaiser-Friedrich-Promenade 14 (Standort)   | Hugo Eppstein           | Hier wohnte Hugo Eppstein Jg. 1864 Deponiert 1942 Theresienstadt Ermordet 11.9.1942                                                                                   | 18. Mai 2016     | |           |
| Kaiser-Friedrich-Promenade 14 (Standort)   | Auguste Eppstein        | Hier wohnte Auguste Eppstein Geb. Löwenthal Jg. 1868 Deportiert 1942 Theresienstadt Ermordet in Treblinka                                                             | 18. Mai 2016     | |           |
| Kaiser-Friedrich-Promenade 14 (Standort)   | Franziska Idstein       | Hier wohnte Franziska Idstein Geb. Seckbach Jg. 1862 Deportiert 1942 Theresienstadt Ermordet in 18.9.1942                                                             | 18. Mai 2016     | |           |
| Kaiser-Friedrich-Promenade 14 (Standort)   | Therese Idstein         | Hier wohnte Therese Idstein Jg. 1889 Deportiert 1942 Theresienstadt Ermordet in Sobibor                                                                               | 18. Mai 2016     | |           |
| Obergasse 15 (Standort)                    | Johanna Lang            | Hier wohnte Johanna Lang Jg. 1883 Deportiert 1942 Ermordet in Majdanek                                                                                                | 18. Mai 2016     | |           |
| Wallstraße 11 (Standort)                   | Helene Adler            | Hier wohnte Helene Adler Geb. Gutmann Jg. 1888 Deportiert 1942 Ermordet in Sobibor                                                                                    | 18. Mai 2016     | |           |
| Wallstraße 11 (Standort)                   | Margot Frieda Adler     | Hier wohnte Margot Frieda Adler Jg. 1921 Deportiert 1942 Ermordet in Sobibor                                                                                          | 18. Mai 2016     | |           |
| Wallstraße 11 (Standort)                   | Franziska Gutmann       | Hier wohnte Franziska Gutmann Jg. 1891 Deportiert 1942 Ermordet in Sobibor                                                                                            | 18. Mai 2016     | |           |
| Wallstraße 11 (Standort)                   | Ludwig Gutmann          | Hier wohnte Ludwig Gutmann Jg. 1893 Deportiert 1942 Ermordet im besetzten Polen                                                                                       | 18. Mai 2016     | |           |
| Georg Speyer Straße 4 (Standort)           | Dina Daub               | Hier wohnte Dina Daub Geb. Daniel Jg. 1883 Verhaftet 20.5.1943 Gestapohaft Frankfurt/M. Deportiert Auschwitz Ermordet 12.9.1943                                       | 3. März 2017     | |           |
| Kaiser-Friedrich-Promenade 74 (Standort)   | Arno Salomon            | Hier wohnte Arno Salomon Jg. 1908 Deportiert 1942 Majdanek Ermordet 30.8.1942                                                                                         | 3. März 2017     | |           |
| Kaiser-Friedrich-Promenade 74 (Standort)   | Edith Seppi Salomon     | Hier wohnte Edith Seppi Salomon Geb. Reinach Jg. 1917 Deportiert 1942 Ermordet in Sobibor                                                                             | 3. März 2017     | |           |
| Kaiser-Friedrich-Promenade 76 (Standort)   | Ludwig Neumeier         | Hier wohnte Ludwig Neumeier Jg. 1893 Flucht 1939 Holland Interniert Westerbork Deportiert 1944 Theresienstadt Ermordet 30.10.1944 Auschwitz                           | 3. März 2017     | |           |
| Kisseleffstraße 14 (Standort)              | Moses Herz              | Hier wohnte Moses Herz Jg. 1873 Deportiert 1942 Theresienstadt 1942 Treblinka Ermordet                                                                                | 3. März 2017     | |           |
| Kisseleffstraße 14 (Standort)              | Sarah Sofie Herz        | Hier wohnte Sarah Sofie Herz Geb. Haas Jg. 1866 Deportiert 1942 Theresienstadt 1942 Treblinka Ermordet                                                                | 3. März 2017     | |           |
| Kisseleffstraße 14 (Standort)              | Bessy Herz              | Hier wohnte Bessy Herz Jg. 1899 Deportiert 1942 Sobibor Ermordet | 3. März 2017     | |           |
| Louisenstraße 97 (Standort)                | Louis Rothschild        | Hier wohnte Louis Rothschild Jg. 1864 Deportiert 1942 Theresienstadt Ermordet 17.9.1942                                                                               | 3. März 2017     | |           |
| Louisenstraße 97 (Standort)                | Eduard Rothschild       | Hier wohnte Eduard Rothschild Jg. 1921 Flucht 1939 Holland Interniert Westerbork Deportiert 1942 Mauthausen Ermordet 12.11.1942                                       | 3. März 2017     | |           |
| Louisenstraße 97 (Standort)                | Melanie Rothschild      | Hier wohnte Melanie Rothschild Geb. Emmerich Jg. 1880 Deportiert 1942 Theresienstadt Ermordet 15.8.1944                                                               | 3. März 2017     | |           |
| Schöne Aussicht 24 (Standort)              | Sophie Klieneberger     | Hier wohnte Sophie Klieneberger Geb. Hamburger Jg. 1848 Gedemütigt / Entrechtet Flucht in den Tod 4.11.1941                                                           | 3. März 2017     | |           |
| Schöne Aussicht 24 (Standort)              | Anna Schoenemann        | Hier wohnte Anna Schoenemann Geb. Klieneberger Jg. 1881 Gedemütigt / Entrechtet Flucht in den Tod 3.11.1941                                                           | 3. März 2017     | |           |
| Schwedenpfad 22 (Standort)                 | Regine Stern            | Hier wohnte Regine Stern Geb. Wallach Jg. 1893 Deportiert 1942 Ermordet in Sobibor                                                                                    | 3. März 2017     | |           |
| Schwedenpfad 22 (Standort)                 | Adolf Stern             | Hier wohnte Adolf Stern Jg. 1884 Deportiert 1942 Ermordet im besetzten Polen                                                                                          | 3. März 2017     | |           |
| Wallstraße 19                              | Joseph Haas             | Hier wohnte Joseph Haas Jg.1898 Flucht Belgien Frankreich Interniert Drancy Deportiert 1942 Ermordet in Auschwitz                                                     | 22. Oktober 2018 | Bild gesucht Die Wikipedia wünscht sich an dieser Stelle ein Bild vom Ort mit diesen Koordinaten 50.229937 8.612437 . Motiv: Stolperstein Falls du dabei helfen möchtest, erklärt die Anleitung , wie das geht. BW |           |
| Wallstraße 14                              | Bertha Harth            | Hier wohnte Bertha Harth Jg.1882 Deportiert 1942 Theresienstadt Ermordet 1.12.1943                                                                                    | 22. Oktober 2018 | |           |
| Elisabethenstraße 30                       | Adolf Lang              | Hier wohnte Adolf Lang Jg.1870 Deportiert 1941 Kowno Fortix Ermordet 25.11.1941                                                                                       | 22. Oktober 2018 | Bild gesucht Die Wikipedia wünscht sich an dieser Stelle ein Bild vom Ort mit diesen Koordinaten 50.229921 8.614939 . Motiv: Stolperstein Falls du dabei helfen möchtest, erklärt die Anleitung , wie das geht. BW |           |
| Elisabethenstraße 47                       | Ernst Reinach           | Hier wohnte Ernst Reinach Jg.1901 Eingewiesen 1941 Heilanstalt Weilmünster "Verlegt" 7.2.1941 Hadamar Ermordet 7.2.1941 Aktion T4                                     | 22. Oktober 2018 | |           |
| Höhestraße 12                              | Salomon Lind            | Hier wohnte Salomon Lind Jg.1875 Deportiert 1942 Theresienstadt Ermordet 7.1.1945                                                                                     | 22. Oktober 2018 | Bild gesucht Die Wikipedia wünscht sich an dieser Stelle ein Bild vom Ort mit diesen Koordinaten 50.229921 8.614939 . Motiv: Stolperstein Falls du dabei helfen möchtest, erklärt die Anleitung , wie das geht. BW |           |
| Obergasse 16                               | Rudolf Neugass          | Hier wohnte Rudolf Neugass Jg.1876 Deportiert 1942 Theresienstadt Ermordet 18.11.1942                                                                                 | 22. Oktober 2018 | Bild gesucht Die Wikipedia wünscht sich an dieser Stelle ein Bild vom Ort mit diesen Koordinaten 50.229921 8.614939 . Motiv: Stolperstein Falls du dabei helfen möchtest, erklärt die Anleitung , wie das geht. BW |           |
| Obergasse 3                                | Moritz Stein            | Hier wohnte Moritz Stein Jg.1893 Gedemütigt/Entrechtet Tot 8.11.1937                                                                                                  | 22. Oktober 2018 | Bild gesucht Die Wikipedia wünscht sich an dieser Stelle ein Bild vom Ort mit diesen Koordinaten 50.229921 8.614939 . Motiv: Stolperstein Falls du dabei helfen möchtest, erklärt die Anleitung , wie das geht. BW |           |
| Obergasse 3                                | Minna Stein             | Hier wohnte Minna Stein Jg.1892 Deportiert 1942 Sobibor Ermordet | 22. Oktober 2018 | |           |
| Obergasse 3                                | Bertha Blanka Stein     | Hier wohnte Bertha Blanka Stein Jg.1927 Deportiert 1942 Sobibor Ermordet                                                                                              | 22. Oktober 2018 | |           |
| Obergasse 3                                | Julius Stein            | Hier wohnte Julius Stein Jg.1928 Deportiert 1942 Sobibor Ermordet | 22. Oktober 2018 | |           |
| Dietigheimer Straße 17                     | Erna Bertha Holzmann    | Hier wohnte Erna Bertha Holzmann Jg. 1894 Deportiert 1942 Ermordet in Sobibor                                                                                         | 22. Oktober 2018 | |           |
| Dietigheimer Straße 17                     | Otto Holzmann           | Hier wohnte Otto Holzmann Jg. 1893 Verhaftet 26.4.1941 Nach Frankfurt verbracht Gefängnis Klapperfeld Flucht in den Tod 2.5.1941                                      | 22. Oktober 2018 | |           |
| Höhestraße 32                              | Ida Haas                | Hier wohnte Ida Haas Jg. 1866 Deportiert 1942 Theresienstadt Ermordet 30.11.1942                                                                                      | 22. Oktober 2018 | Bild gesucht Die Wikipedia wünscht sich an dieser Stelle ein Bild vom Ort mit diesen Koordinaten 50.229921 8.614939 . Motiv: Stolperstein Falls du dabei helfen möchtest, erklärt die Anleitung , wie das geht. BW |           |
| Kirdorfer Straße 22                        | Alfons Pflügel          | Hier wohnte Alfons Pflügel Jg. 1909 Berufsverbot "Schutzhaft" 1940 Gefängnis Preungesheim 1941 Dachau Seit 20.12.1942 Mehrere Bewährungseinheiten Schicksal unbekannt | 22. Oktober 2018 | Bild gesucht Die Wikipedia wünscht sich an dieser Stelle ein Bild vom Ort mit diesen Koordinaten 50.229921 8.614939 . Motiv: Stolperstein Falls du dabei helfen möchtest, erklärt die Anleitung , wie das geht. BW |           |
| Kaiser-Friedrich-Promenade 85 (Standort)   | Judith Kaiser           | Hier wohnte Judith Kaiser Jg. 1885 Deportiert 1942 Theresienstadt Ermordet 4.6.1943                                                                                   | 18. Dez. 2019    | |           |
| Ferdinandstraße 24 (Standort)              | Robert Altschul         | Hier wohnte Robert Altschul Jg. 1876 Deportiert 1942 Theresienstadt 1942 Treblinka Ermordet                                                                           | 18. Dez. 2019    | |           |
| Ferdinandstraße 24 (Standort)              | Frieda Altschul         | Hier wohnte Frieda Altschul Geb. Bender Jg. 1881 Deportiert 1942 Theresienstadt 1942 Treblinka Ermordet                                                               | 18. Dez. 2019    | |           |
| Ferdinandstraße 24 (Standort)              | Fanny Kahn              | Hier wohnte Fanny Kahn Geb. Katz Jg. 1887 Deportiert 1942 Ermordet in Sobibor                                                                                         | 18. Dez. 2019    | |           |
| Ferdinandstraße 24 (Standort)              | Karoline Weis           | Hier wohnte Karoline Weis Geb. Altschul Jg. 1879 Deportiert 1942 Ermordet in Sobibor                                                                                  | 18. Dez. 2019    | |           |
| Ferdinandstraße 24 (Standort)              | Richard Altschul        | Hier wohnte Richard Altschul Jg. 1904 Flucht 1935 Frankreich Bei Festnahme Erschossen 2.8.1944 Lyon                                                                   | 18. Dez. 2019    | |           |
| Louisenstraße 96 (Standort)                | Dr. Bernhard Wiesenthal | Hier wohnte Dr. Bernhard Wiesenthal Jg. 1884 Berufsverbot 1938 Deportiert 1942 Ermordet in Sobibor                                                                    | 18. Dez. 2019    | |           |
| Kisseleffstraße 4 (Standort)               | Elsbeth Pariser         | Hier wohnte Elsbeth Pariser Jg. 1869 Gedemütigt/Entrechtet Flucht in den Tod 20.11.1941                                                                               | 18. Dez. 2019    | |           |
| Gartenfeldstraße 15 (Standort)             | Selma Elisabeth Müller  | Hier wohnte Selma Elisabeth Müller Geb. Michel Jg. 1893 Deportiert 1943 Auschwitz Ermordet 12.9.1943                                                                  | 18. Dez. 2019    | |           |
| Louisenstraße 10 (Standort)                | Richard Solling         | Hier wohnte Richard Solling Jg. 1873 Gedemütigt / Entrechtet Tot 29.11.1941                                                                                           | 6. Sep. 2021     | |           |
| Louisenstraße 10 (Standort)                | Emma Solling            | Hier wohnte Emma Solling Jg. 1874 Geb. Mayer Deportiert 1942 Theresienstadt Ermordet 18.7.1943                                                                        | 6. Sep. 2021     | |           |
| Louisenstraße 23 (Standort)                | Minna Dörnberg          | Hier wohnte Minna Dörnberg Geb. Dinkelspühler Jg. 1888 Deportiert 1942 Theresienstadt Ermordet 23.1.1943                                                              | 6. Sep. 2021     | |           |
| Louisenstraße 23 (Standort)                | Hedwig Sandberg         | Hier wohnte Hedwig Sandberg Geb. Dinkelspühler Jg. 1890 Gedemütigt / Entrechtet Tot 29.2.1940                                                                         | 6. Sep. 2021     | |           |
| Louisenstraße 23 (Standort)                | Frieda Sandberg         | Hier wohnte Frieda Sandberg Geb. Dinkelspühler Jg. 1892 Deportiert 1943 Theresienstadt 1944 Auschwitz Ermordet                                                        | 6. Sep. 2021     | |           |
| Louisenstraße 23 (Standort)                | Louise Dinkelspühler    | Hier wohnte Louise Dinkelspühler Jg. 1901 Flucht 1937 USA | 6. Sep. 2021     | |           |
| Louisenstraße 23 (Standort)                | Thekla Dinkelspühler    | Hier wohnte Thekla Dinkelspühler Jg. 1901 Flucht in den Tod 22.5.1942                                                                                                 | 6. Sep. 2021     | |           |
| Louisenstraße 40 (Standort)                | Rudolf Riess            | Hier wohnte Rudolf Riess Jg. 1873 Unfreiwillig verzogen 1940 Frankfurt / Main Deportiert 1941 Lodz - Litzmannstadt Ermordet 16.1.1942                                 | 6. Sep. 2021     | |           |
| Louisenstraße 40 (Standort)                | Rosa Riess              | Hier wohnte Rosa Riess Geb. Lewy Jg. 1875 Unfreiwillig verzogen 1940 Frankfurt / Main Deportiert 1941 Lodz / Litzmannstadt Ermordet                                   | 6. Sep. 2021     | |           |
| Louisenstraße 46 (Standort)                | Rosa Kahn               | Hier wohnte Rosa Kahn Geb. Taub Jg. 1879 Unfreiwillig verzogen 1934 Hagen Deportiert 1942 Zamosc Ermordet                                                             | 6. Sep. 2021     | |           |
| Louisenstraße 46 (Standort)                | Fritz Kahn              | Hier wohnte Fritz Kahn Jg. 1904 Flucht 1936 Holland Interniert Westerbork Deportiert 1942 Auschwitz 1942 Monowitz Ermordet 12.11.1943                                 | 6. Sep. 2021     | |           |
| Louisenstraße 46 (Standort)                | Ernst Kahn              | Hier wohnte Ernst Kahn Jg. 1907 Flucht 1933 Frankreich Seit 1940 mehrmals verhaftet 1943 Interniert Drancy Überlebt in Marseille                                      | 6. Sep. 2021     | |           |
| Louisenstraße 46 (Standort)                | Max Kahn                | Hier wohnte Max Kahn Jg. 1905 Flucht 1933 Frankreich Interniert Drancy Deportiert 1942 Ermordet in Auschwitz                                                          | 6. Sep. 2021     | |           |
| Louisenstraße 23                           | Salomon Ackermann       | Hier wohnte Salomon Ackermann Jg. 1883 Unfreiwillig verzogen 1937 Frankfurt / Main Tot 8. Nov. 1940                                                                   | 17. Okt. 2022    | |           |
| Louisenstraße 23                           | Gertrud Ackermann       | Hier wohnte Gertrud Ackermann geb. Götz Jg. 1894 Unfreiwillig verzogen 1937 Frankfurt / Main Tot 4. Sept. 1942                                                        | 17. Okt. 2022    | |           |
| Louisenstraße 23                           | Mina Götz               | Hier wohnte Mina Götz geb. Meyer Jg. 1863 Unfreiwillig verzogen 1937 Frankfurt / Main Deportiert 1942 Theresienstadt Ermordet 17.11.1942                              | 17. Okt. 2022    | |           |
| Louisenstraße 23                           | Julius Edmund Ackermann | Hier wohnte Julius Edmund Ackermann Jg. 1918 Flucht USA | 17. Okt. 2022    | |           |
| Louisenstraße 23                           | Edmund Ackermann        | Hier wohnte Edmund Ackermann Jg. 1922 Unfreiwillig verzogen 1937 Frankfurt / Main Flucht 1939 Palästina                                                               | 17. Okt. 2022    | |           |
| Louisenstraße 98                           | Isaak Miltenberg        | Hier wohnte/arbeitete Isaak Miltenberg Jg.1867 gedemütigt/entrechtet Tot 10. März 1940                                                                                | 27. Sept. 2023   | |           |
| Louisenstraße 98                           | Adelheid Miltenberg     | Hier wohnte/arbeitete Adelheid "Adele" Miltenberg geb.Lorch Jg.1879 Flucht 1941 USA                                                                                   | 27. Sept. 2023   | |           |
| Louisenstraße 98                           | Selma Wolfes            | Hier wohnte Selma Wolfes geb. Miltenberg Jg.1904 verzogen Hannover Flucht USA                                                                                         | 27. Sept. 2023   | |           |
| Louisenstraße 98                           | Hermann Miltenberg      | Hier wohnte Hermann Miltenberg Jg.1905 Flucht USA | 27. Sept. 2023   | |           |
| Louisenstraße 98                           | Albert Emil Miltenberg  | Hier wohnte Albert Emil Miltenberg Jg.1911 Flucht USA | 27. Sept. 2023   | |           |
| Am Hohlebrunnen 2                          | Max Gross               | Hier wohnte Max Gross Jg.1872 Deportiert 1942 Theresienstadt Ermordet 16.10.1943                                                                                      | 27. Sept. 2023   | Stolpersteine Bad Homburg |           |
| Am Hohlebrunnen 2                          | Margarethe Gross        | Hier wohnte/arbeitete Margarethe Gross geb. Freundlich Jg. 1878 Deportiert 1942 Theresienstadt 1944 Auschwitz Ermordet 31.5.1944                                      | 27. Sept. 2023   | |           |
| Wallstraße 24                              | Clara Sommer            | Hier wohnte Clara Sommer Jg.1880 Deportiert 1942 Theresienstadt Ermordet                                                                                              | 10.09.2024       | |           |
| Obergasse 3                                | Emil Sommer             | Hier wohnte Emil Sommer Jg.1877 Deportiert 1942 Theresienstadt Ermordet                                                                                               | 10.09.2024       | |           |
| Obergasse 3                                | Johanna Sommer          | Hier wohnte Johanna Sommer geb.Karlsberg Jg.1887 Deportiert 1942 Theresienstadt Ermordet                                                                              | 10.09.2024       | |           |
| Obergasse 3                                | Kurt Sommer             | Hier wohnte Kurt Sommer Jg.1919 Flucht USA | 10.09.2024       | |           |
| Obergasse 3                                | Ernst Sommer            | Hier wohnte Ernst Sommer Jg.1922 Flucht USA | 10.09.2024       | |           |
| Haingasse 21                               | Isidor Sommer           | Hier wohnte Isidor Sommer geb.Karlsberg Jg.1865 Deportiert 1942 Theresienstadt Ermordet 17.11.1942                                                                    | 10.09.2024       | |           |
| Kaiser-Friedrich-Promenade 13              | Karoline Sommer         | Hier wohnte Karoline Sommer geb.Ermann Jg.1878 Gedemütigt/Entrechtet TOT 24. Dez.1940                                                                                 | 10.09.2024       | |           |
| Kaiser-Friedrich-Promenade 13              | Henriette Lindenheim    | Hier wohnte Henriette Lindenheim geb.Sommer Jg.1917 Deportiert 1943 Auschwitz Ermordet                                                                                | 10.09.2024       | |           |
| Kaiser-Friedrich-Promenade 13              | Paul Sommer             | Hier wohnte Paul Sommer Jg.1910 Flucht 1940 Palästina | 10.09.2024       | |           |